# Matthew B. Ridgway

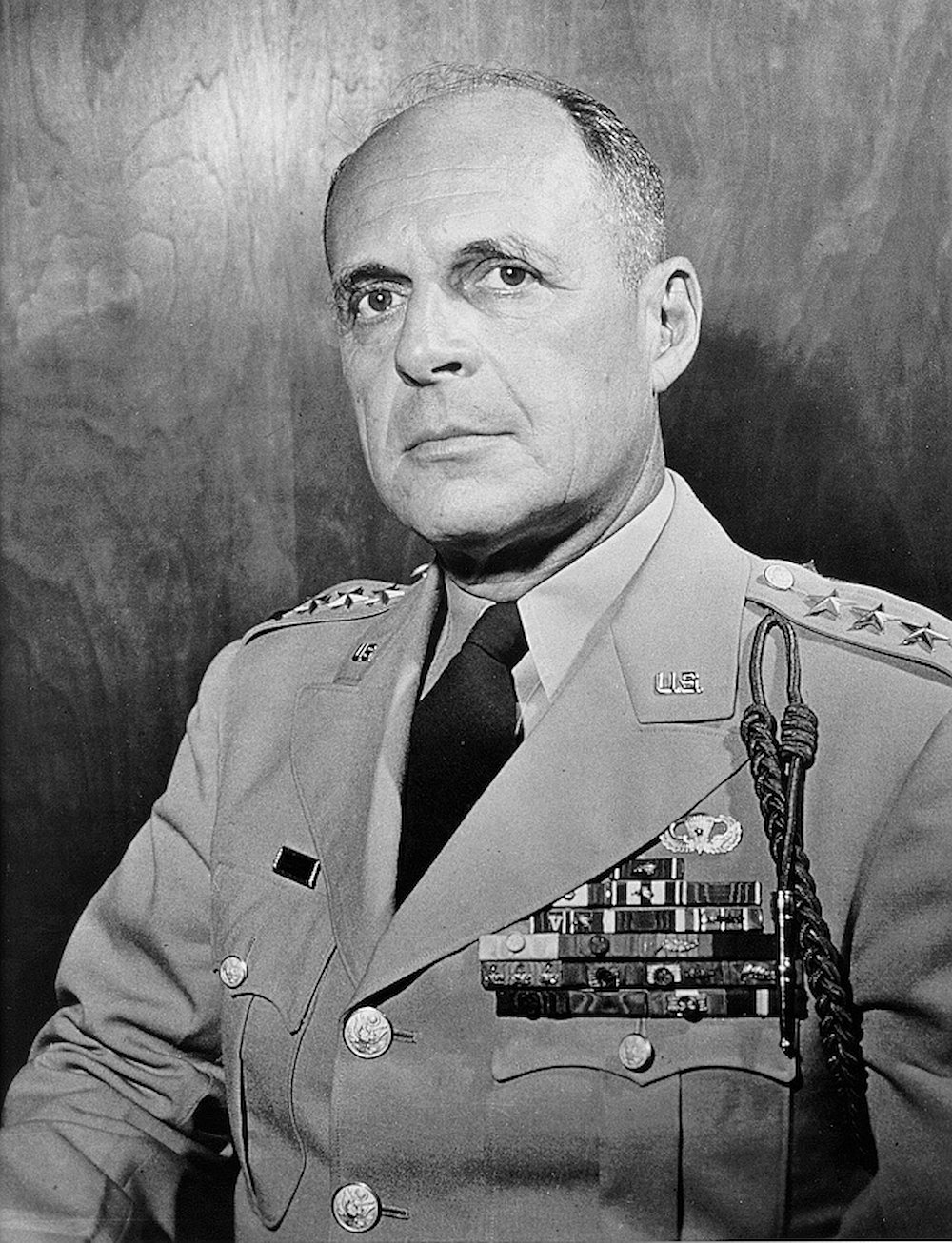
Ridgway em 1951.

General Matthew Bunker Ridgway (3 de março de 1895 – 26 de julho de 1993) foi um oficial superior do Exército dos Estados Unidos, que atuou como Comandante Supremo Aliado na Europa (1952–1953) e 19.º Chefe do Estado-Maior do Exército dos Estados Unidos (1953–1955). Embora não tenha servido em combate na Primeira Guerra Mundial, teve papel intenso na Segunda Guerra Mundial, sendo o primeiro comandante da 82ª Divisão Aerotransportada, liderando-a nas campanhas da Sicília, Itália e Normandia, antes de assumir o comando do recém-formado XVIII Corpo Aerotransportado em agosto de 1944. Manteve esse comando até o final da guerra em 1945, liderando-o na Batalha das Ardenas, Operação Varsity e na Invasão Aliada da Alemanha Ocidental.
Após a guerra, Ridgway comandou diversas unidades de importância e tornou-se mais conhecido por revigorar o esforço de guerra das Nações Unidas durante a Guerra da Coreia. Vários historiadores atribuem a ele a virada da guerra em favor da ONU. Também convenceu o presidente Dwight D. Eisenhower a não intervir militarmente na Primeira Guerra da Indochina em apoio aos franceses, adiando assim o envolvimento direto dos EUA no Vietnã por mais de uma década. Recebeu a Medalha Presidencial da Liberdade em 12 de maio de 1986. Ridgway faleceu em 1993 aos 98 anos de idade.

## Primeiros anos e educação
Ridgway nasceu em 3 de março de 1895 em Fort Monroe, Virgínia, filho do coronel Thomas Ridgway, um oficial de artilharia, e de Ruth Starbuck (Bunker) Ridgway. Passou a infância em várias bases militares. Comentou mais tarde que suas “lembranças mais antigas são de armas e homens marchando, de acordar ao som do canhão de alvorada e dormir à noite ao som triste de ‘Taps’, encerrando oficialmente o dia”.
Ele se formou na English High School em Boston em 1912 e candidatou-se à Academia Militar dos Estados Unidos em West Point para agradar seu pai (também formado por West Point).
Ridgway não passou no exame de admissão na primeira tentativa devido à sua inexperiência com matemática, mas conseguiu na segunda tentativa após estudo intensivo. Em West Point, foi gerente da equipe de futebol americano. Graduou-se em 20 de abril de 1917, duas semanas após a Entrada dos Estados Unidos na Primeira Guerra Mundial, recebendo sua comissão como segundo-tenente de infantaria no Exército dos Estados Unidos. Entre seus colegas de turma estavam muitos que também se tornariam generais, como J. Lawton Collins, Mark W. Clark, Ernest N. Harmon, Norman Cota e Laurence B. Keiser.

## Carreira militar inicial
Ridgway iniciou sua carreira na Primeira Guerra Mundial, servindo na fronteira com o México como membro do 3º Regimento de Infantaria dos EUA, e depois como instrutor de espanhol em West Point. Sentiu-se frustrado por não ter participado de combate na guerra, acreditando que “o soldado que não participou desta última grande vitória do bem contra o mal estaria arruinado”.
Entre 1924 e 1925, frequentou o curso de oficiais na Escola de Infantaria do Exército dos EUA em Fort Benning, Geórgia, e em seguida foi comandante de companhia no 15º Regimento de Infantaria (Estados Unidos) em Tianjin, China. Depois, serviu na Nicarágua, supervisionando eleições em 1927.
Em 1930, tornou-se assessor do Governador-Geral das Filipinas. Formou-se na Escola de Comando e Estado-Maior do Exército dos EUA em Fort Leavenworth, Kansas, em 1935 e no Colégio de Guerra do Exército dos EUA em Washington, D.C., em 1937. Na década de 1930, serviu como Chefe de Estado-Maior Adjunto do VI Corpo (Estados Unidos), Vice-Chefe de Estado-Maior do Segundo Exército dos Estados Unidos, e Chefe de Estado-Maior Adjunto do Quarto Exército dos Estados Unidos. O general George C. Marshall, então Chefe do Estado-Maior do Exército, designou Ridgway à Divisão de Planos de Guerra pouco após o início da Segunda Guerra Mundial na Europa, em setembro de 1939.

## Segunda Guerra Mundial
Após ser promovido a tenente-coronel em 1º de julho de 1940, serviu na Divisão de Planos de Guerra até janeiro de 1942. Em fevereiro de 1942, foi nomeado Comandante Adjunto da 82ª Divisão de Infantaria, sob o major-general Omar Bradley. Em agosto, após a saída de Bradley, Ridgway assumiu o comando da divisão, sendo promovido a general de divisão. A 82ª foi redesignada como 82ª Divisão Aerotransportada em 15 de agosto de 1942.
Ridgway liderou a divisão nas campanhas da Sicília, Itália e Normandia, depois assumindo o comando do XVIII Corpo Aerotransportado em agosto de 1944, posição que manteve até o fim da guerra. Liderou operações importantes como a Batalha do Bulge e a Operação Varsity, sendo ferido por estilhaços de granada na Alemanha. Em 4 de junho de 1945, foi promovido a tenente-general.

## Guerra da Coreia
Em 1950, após a morte do tenente-general Walton Walker, Ridgway assumiu o comando do Oitavo Exército dos EUA na Coreia do Sul. Reorganizou a estrutura de comando, restabeleceu a moral das tropas e liderou com sucesso a contraofensiva das forças da ONU. Em abril de 1951, substituiu o general Douglas MacArthur como Comandante das Forças da ONU na Coreia, sendo promovido a general de quatro estrelas. Também supervisionou a dessegregação racial das tropas dos EUA no comando do Extremo Oriente.
Ridgway também serviu como Comandante Supremo das Potências Aliadas no Japão, supervisionando o fim da ocupação e o restabelecimento da soberania japonesa em abril de 1952.

## Guerra Fria

### Comandante Supremo Aliado da OTAN
Em maio de 1952, Ridgway sucedeu o general Dwight D. Eisenhower como Comandante Supremo Aliado na Europa (SACEUR), onde promoveu a padronização e expansão das forças da OTAN.

### Chefe do Estado-Maior do Exército
Em 17 de agosto de 1953, Ridgway tornou-se Chefe do Estado-Maior do Exército dos EUA. Opondo-se ao plano de intervenção americana na Primeira Guerra da Indochina, influenciou a decisão de Eisenhower de não enviar tropas para Dien Bien Phu, argumentando que isso exigiria o envio de 12 divisões e poderia provocar uma nova guerra contra a China. Ridgway também se opôs ao uso de armas nucleares táticas na Indochina.

## Aposentadoria e legado
Ridgway aposentou-se em 30 de junho de 1955. Continuou ativo como autor e conselheiro, participando dos “Homens Sábios” que aconselharam o presidente Lyndon B. Johnson durante a Guerra do Vietnã. Ajudou a influenciar a decisão de buscar uma solução diplomática após a Ofensiva do Tet.
Morreu em 26 de julho de 1993, aos 98 anos, em Pittsburgh. Foi sepultado no Cemitério Nacional de Arlington.
O general Colin Powell, em sua homenagem, declarou: “Nenhum soldado jamais cumpriu seu dever melhor do que este homem. Nenhum soldado amou mais seu país.”